# 繭の密室
『繭の密室』（まゆのみっしつ）は、今邑彩による日本の推理小説。警視庁捜査一課・貴島柊志シリーズの第4作目。書き下ろし。
著者の今村はこの貴島刑事シリーズについて、「もともとシリーズをあてこんで書き始めた探偵もの作品ではなく書き続けるのがしんどくなったため3作でやめるつもりだったが、読者からの支援の手紙により、4作目の執筆を決意した。」と述べている。

## あらすじ
8月20日、同居している妹・ゆかりがアルバイト先から帰ってこないことを心配していた日比野功一・京子夫婦の元に、「妹を預かっている」という脅迫電話がかかってくる。身代金5000万円と警察には知らせないことを要求され、動揺した功一はすぐに金を用意しようとするが、以前ゆかりが同居を拒んで家出をしたことを思い出し、狂言の可能性を考えて警察には知らせず様子を見ることを決める。
8月21日、警視庁捜査一課の刑事・貴島柊志は701号室の住人で大学生の前島博和が転落して死亡しているというマンションにいた。転落時についたとは思えない右前頭部の打撲傷や首に紐状の擦過傷がみられた他、前島の部屋のドアはチェーン錠とともに施錠され、スニーカーを履いているなど不可解な点が多い。貴島は現場に来ていた中野署の警部・倉田義男と共に聞き込みを開始し、前島が以前サラ金にも手を出していたことや、この転落事件の直前に前島の部屋の前で「開けろ！中にいるのはわかっている！！」と謎の若い男が騒いでいたことを知る。さらに2人は、前島の部屋によく出入りしていたという中学時代からの友人である坂田勝彦と江藤順弥にも話を聞くが、2人はそれぞれ関与を否定。しかし明らかに動揺していた坂田に比べて妙に落ち着き払った江藤の態度に対して貴島は、外側は健全な若木でありながら中には大きなうろができているような病んだ木のような印象を受ける。その印象を裏付けるかのように、亡くなった前島の両親から、江藤・坂田・前島の3人が中学時代にクラスメイトの吉本豊を自殺に追いやったという噂があったことを聞く。豊の父親である吉本孝三は当時、息子は自殺したのではなく3人によって殺されたのだと思い込み、「いつか俺の手で3人を殺してやる」と息巻いていたらしい。貴島と倉田は江藤ら3人が関与した自殺騒動を調べるため、4人の出身中学であるN中学がある浜松へと向かう。
浜松中央署で当時のことを聞くが、「受験勉強に疲れた」と書かれた遺書も見つかっており、吉本豊の自殺は疑いようがなかった。しかし当時の担任であった日比野功一も江藤らによる他殺を疑っていたことがわかる。東京に戻った2人は、現在は教師を辞めて出版社で働いているという日比野を訪ねるが、彼は「妹が行方不明」という理由で欠勤中だった。家まで押しかけ、心配で憔悴しきった日比野から、吉本孝三と2年前まで連絡を取り合っていたことや、彼が姉の元に身を寄せているという情報をなんとか聞き出す。
貴島と倉田は吉本の姉がおかみとして働く福島県・飯坂温泉の旅館を尋ねるが、そこで知らされたのは孝三が2年前にすでに他界しているという事実だった。驚く2人に今度は捜査本部から坂田が部屋で死体となって発見されたという悪いニュースがもたらされる。死因は前頭部を殴られ、首を絞められたことによる窒息死だった。部屋からは日比野ゆかりを隠し撮りした写真が発見され、そこで貴島は初めて日比野功一の妹がゆかりであることに気付き、2つの事件が繋がっていることや、日比野功一の欠勤理由は妹の「行方不明」ではなく「誘拐」ではないのかという可能性に思い当たり、その犯人が江藤ら3人ではないかと考える。

## 登場人物
貴島 柊志（きじま しゅうじ）
警視庁捜査一課の刑事。長身で目元が涼しく、浅黒い顔をしている。阿佐ヶ谷在住。
倉田 義男（くらた よしお）
中野署の警部。今回の事件で貴島とペアを組む。小柄な中年男。仏頂面でぎょろりとした目からは想像しがたいが、趣味は料理で裁縫も得意。実家は松山の旧家。
貴島とは中野3丁目の分譲マンションで起こった新進女流作家刺殺事件で相棒になった以来の対面。当時と違って現在は結婚しており、中野署から歩いて数分の小奇麗なマンションに妻・百合と2人で住んでいる。
日比野 ゆかり（ひびの ゆかり）
すらりとした大学生20歳。水曜と土曜の週2回、中学生になる次女のいる渡辺家（駒込）で家庭教師のアルバイトをしているが、8月20日、渡辺家を出た後から行方がわからなくなる。
日比野 功一（ひびの こういち）
14歳離れたゆかりの兄だが、ゆかりが幼い頃に両親を相次いで亡くしてからは実質父親代わりとしてゆかりを育てた。30歳くらいで背が高い。3年前に京子と結婚してからは小平市天神町に3人で住んでいる。
N中学3年1組の元教師。普段は体罰に反対という姿勢だったが、自殺したクラスメイトを「ゴミ」呼ばわりした江藤を殴ったことが原因で退職し、現在は武蔵小金井の小さな出版社「新生社」で働いている。
日比野 京子（ひびの きょうこ）
功一の妻。ゆかりにとっては義理の姉（小姑）で、当初はゆかりが同居を拒んで家出するなど仲は良好とは言い難かったが、現在は服の貸し借りや一緒に買い物や映画にも出かけるほど仲が良くなっている。
前島 博和（まえじま ひろかず）
「メゾン・ソレイユ」701号室の住人。M大学経済学部3年生。黒縁の眼鏡をかけている。実家は静岡県浜松市。N中学3年1組で日比野のクラスの生徒だった。
マンション外の植え込みに落ちている状態で死亡が確認される。
江藤 順弥（えとう じゅんや）
K大医学部志望の予備校生。現在3浪目。K大医学部出身の父親は地元・浜松市で開業医をしており、自身も代々木の瀟洒なマンションに住んでいる。前島や坂田とは中学3年生の時に同じクラスになってからの付き合いで、当時からリーダー格だった。中学での成績はトップクラス、品行方正で通っていたが、実は子猫を生きたまま解剖しようとしたり、鼠とりに入った鼠を何時間もかけてじわじわと溺死させるなど異常な行動が際立っていた。
坂田 勝彦（さかた かつひこ）
R大学の3年生。前島と江藤の中学3年生時のクラスメイト。大久保1丁目の2階建てアパート「森口荘」に住んでいる。中背でガッシリした体格をしている。
吉本 豊（よしもと ゆたか）
中学3年生の時、江藤らと同じクラスだった男子生徒。父親と2人暮らし。
学校の成績は芳しくなく、高校進学は難しいと言われていたが、学校の裏にあった神社の木にロープをかけて首つり自殺し、「受験勉強に疲れた」ということを書いたノートの切れ端が発見される。
吉本 孝三（よしもと こうぞう）
豊の父親。板金工。妻を早くに亡くしており、男手ひとつで豊を育てた。
息子を亡くした後は廃人同然ながらも福島県の飯坂温泉にある姉の旅館「松村屋」に身を寄せていたが、肝臓癌を患い、半年ほどの闘病生活の末に亡くなる。
倉田 百合（くらた ゆり）〔旧姓：河野〕
義男の妻。啓文社の元敏腕女性編集者で、以前の作家の砂村悦子刺殺事件の時に重要参考人として貴島とも面識がある。
前島夫婦
博和の両親。浜松市内で金物屋を営んでいる。痩せ細った小柄な夫と大柄で太った妻。息子死亡の知らせを聞き、上京してきた。
坂田 江美子（さかた えみこ）
勝彦のいとこ。20歳そこそこのA大学3年生。焼津出身で大学近くに下宿し、近くに住む勝彦にはなにかと相談にのってもらっていた。ESSクラブでは日比野ゆかりの先輩にあたる。
山口（やまぐち）
N中学の美術教師。30歳ぐらい。襟首まで髪の毛を伸ばしている。日比野とは教育実習の時から同じで親しかった。
山瀬 孝夫（やませ たかお）
ゆかりが高校1年生の時から親しくしていた高校のサークルの先輩。大学の山岳部に入っていたが、冬山で遭難して亡くなった。
小野寺 修（おのでら おさむ）
池袋に住む24歳のサラリーマン。彼女がおらず、積極的に出会いを求めている。新宿駅東口の公衆電話ボックスで赤い革の手帳を拾う。
江藤 佳子（えとうよしこ）
順弥の母親。息子のことをちゃん付けで呼ぶ。44歳だが、若作りで30代にしか見えない。ヒステリー。子供を完璧に育てたいという思いを強く持っている。
江藤 俊弥（えとう としや）
8歳。佳子の息子で順弥の弟。望まれない子供だったが、順弥の死後、同じように期待をかけられ、勉強を強いられる。ペットとしてハムスターを飼っている。

## 書籍情報
- 『繭の密室』光文社カッパ・ノベルス、1995年12月1日発売、ISBN 978-4-33-407170-7
- 『繭の密室』光文社文庫、2000年5月1日発売、ISBN 978-4-33-473008-6
- 『繭の密室 警視庁捜査一課・貴島柊志』中公文庫、2011年6月25日発売、ISBN 978-4-12-205491-2、解説：西上心太

## テレビドラマ
本作を原作としたテレビドラマが『“繭の密室”連続殺人事件』（まゆのみっしつ れんぞくさつじんじけん）のタイトルで1998年1月31日にテレビ朝日系列の2時間サスペンス枠「土曜ワイド劇場」にて「異常犯罪シリーズ」の1作として放送された。サブタイトルは「母と子が育む歪んだ殺意」。
無名時代のバナナマンが予備校生役で揃って出演している。

### あらすじ（テレビドラマ）
アルバイトに行っている妹・ゆかりの帰宅を待つ日比野家に、「妹をあずかっている 3千万円用意しておけ」というFAXが送られてくる。兄・日比野功一は大学時代の先輩・貴島柊志が警視庁捜査一課の刑事になったことを思い出し、電話で助けを求めるが、貴島はマンションの802号室から前島博和という予備校生が転落死した事件現場で捜査中であったため、電話で励ますにとどめ、後輩の事件に胸を痛めながらも転落死の捜査を優先させる。前島には殴打された痕と索条痕があり、鈍器で殴られて首を絞められた後に転落させられたと思われたが、ドアはチェーン錠で施錠されており、室内からはロープも鈍器も見つからなかった。
縄張り意識が強く、友好的でない中野南署の刑事・倉田義男とペアで聞き込みを始めた貴島は、前島の部屋の前で叫んでいる男がいたことや、親友で同じ予備校「代々木英進ゼミナール」に通っている田坂勝彦と江藤順弥と共に、中学時代、吉本豊という生徒をいじめて自殺させたという黒い噂があったことを突き止める。そのことで3人を恨んでいたという吉本の父・吉本孝三を追って新潟へと赴くが、孝三は妻とも別れ、現在は行方不明であるという。2人は前島らの母校で県下で1,2位を争うという進学校「新潟明暁学園」や新潟北警察署にも訪れて自殺の真相を調べ、当時の担任が妹の件で助けを求めていた貴島の大学時代の後輩・日比野功一であることがわかり驚く。そんな中、田坂勝彦も何者かに同じ手口で殺されてしまう。
捜査本部では吉本犯人説が有力となっていたが、貴島は江藤の態度や、田坂の現場に何者かとピザを食べた形跡が残っていたことから、ゆかりを誘拐したのは江藤ら3人ではないかと推理する。しかしこの後、誘拐されたはずのゆかりが傷だらけながらも無事に帰り、「3人組に拉致された。犯人らは最後まで3人いた。」と証言したことから、誘拐犯が江藤らではありえないことが証明される。一方、警察は土木作業現場で働く吉本孝三を発見し、取調室で問い詰めていた。しかし前島のマンションへ行ったことは認めたものの、豊の自殺は過去のことであり、もう忘れた話であると話す。この証言をどうとるか思案する警察に、今度は江藤が襲われ、病院に運び込まれたという一報が入る。

### キャスト
- 貴島柊志（警視庁刑事部捜査一課巡査部長） - 村上弘明
- 倉田義男（中野南署刑事） - 石倉三郎
- 貴島典子（柊志の妻） - 浅田美代子
- 日比野ゆかり（誘拐された女子大生） - 小川範子
- 日比野功一（ゆかりの兄・柊志の大学時代の後輩） - 今井雅之
- 江藤順弥（いじめの主犯・予備校生） - 山本耕史
- 前島博和（いじめの従犯・予備校生） - 設楽統
- 田坂勝彦（いじめの従犯・予備校生） - 日村勇紀
- 杉田校長（新潟明暁学園長） - 平野稔
- 捜査本部長 - 小山武宏
- 吉本孝三（新潟でのいじめ事件の自殺者の父） - 塩見三省
- 村井警部（警視庁刑事部捜査一課刑事） - 勝部演之
- 前島隆一（博和の父） - 佐々木敏
- 前島篤子（博和の母） - 片岡静香
- 日比野静子（功一の妻） - 栗田よう子
- 今川（前島の予備校での友人） - 岡安泰樹
- 医師（江藤がかつぎこまれた病院勤務） - 山口嘉三
- 須貝 - 後藤修
- 林 - 佐藤功
- OL（前島博和のマンションの隣人） - 川俣しのぶ
- 小池（日比野功一の教師時代を知る新潟明暁学園教師） - 高杉航大
- 江藤佳江（順弥の母） - 根岸季衣
- 田坂勝彦の母 - 三田恵子
- 貴島かおる（柊志の娘） - 山本理恵（子役）
- 鈴木伸幸、小瀬川理太、佐々木研、横関誠人、川口節子、長嶋賢、前原実、及川恵理子、冨塚千絵、千田義正、渋谷美樹、福田隆雄、小山昌幸、安良岡俊一

### スタッフ
- 原作 - 今邑彩『繭の密室』（光文社カッパ・ノベルス刊）
- 脚本 - 坂田義和
- 監督 - 高坂勉
- プロデュース - 松本基弘、池ノ内雄一、角田美華
- 撮影 - 原秀夫
- 照明 - 高橋弘
- 録音 - 滝本道雄
- 美術 - 國府田俊男
- 編集 - 平澤政治呉
- スクリプター - 古川君子
- VE - 坂上忠雄
- 助監督 - 武内孝吉
- 進行主- 松本洋二
- 制作デスク - 山本康郎
- 広報担当 - 豊島晶子
- 制作担当 - 桐山勝
- 製作 - テレビ朝日、東映